# Brigata meccanizzata "Sassari"
La Brigata meccanizzata Sassari è una brigata di fanteria meccanizzata dell'Esercito Italiano, posta alle dipendenze del Comando Forze Operative Sud.
Il 151º reggimento fanteria "Sassari", con sede a Cagliari presso la caserma Monfenera, e il 152º reggimento fanteria "Sassari" con sede a Sassari presso la caserma Gonzaga costituiscono il nucleo storico della brigata.  Ad essi, in tempi più recenti, si sono affiancati il 3º reggimento bersaglieri, dislocato a Capo Teulada nella Caserma Pisano, il 5º Reggimento Genio Guastatori, che ha sede presso la caserma Bechi Luserna di Macomer, il reggimento logistico "Sassari" dislocato a Cagliari e il 45º reparto comando e supporti tattici "Reggio" di stanza a Sassari. Il comando della brigata ha sede nel centro di Sassari presso la caserma La Marmora. La brigata è una delle unità italiane più presenti nei teatri operativi in operazioni di risoluzione delle crisi (CRO - Crisis Response Operations) ed è classificata dall'Esercito come "forza di proiezione".

## Storia
La Brigata Sassari (Tattaresa) è stata costituita il 1º marzo 1915 da due reggimenti, il 151º fanteria a Sinnai(Cagliari) e il 152º fanteria stanziato a Tempio Pausania: la particolarità di questi reparti è che sono composti quasi interamente da sardi, e quindi sono uniti da un forte senso di gruppo. Già in passato vi erano stati gruppi militari formati da conterranei sardi, tra cui la Cohors II Sardorum in epoca romana, schierata in Nord Africa e costituita solo da ausiliari sardi, diversi tercios reclutati nel periodo iberico, il Reggimento di Sardegna in quello sabaudo e la Brigata Cagliari operante tra il 1862 ed il 1991. Secondo alcune testimonianze raccolte negli anni, tenendo ben conto che, a parte l'articolo del giornale La Nuova Sardegna, non esiste alcun documento ufficiale che confermi questa notizia, la decisione di costituire una brigata di soli Sardi avrebbe avuto origine da una rissa concitata tra un esiguo gruppo di artiglieri sardi e un reggimento di "continentali", al termine della quale il primo riuscì a mettere fuori gioco il secondo.

### Durante la prima guerra mondiale
La Brigata "Sassari" venne subito messa in servizio nella prima guerra mondiale, quando combatté sull'Isonzo e ottenne la citazione sul bollettino del Comando Supremo come migliore unità, per le sue azioni eroiche negli scontri di Bosco Cappuccio, Bosco Lancia e Bosco Triangolare.
Nel 1916 combatté sull'Altopiano di Asiago, ricevendo la prima medaglia d'oro per la riconquista dei monti del massiccio delle Melette (il Monte Fior, il Monte Castelgomberto, il Monte Spil e il Monte Miela) e del Monte Zebio.
Una narrazione di tali eventi si trova nel memoriale Un anno sull'Altipiano di Emilio Lussu, ai tempi un ufficiale della Brigata.
Nel novembre e dicembre 1917, in seguito alla Battaglia di Caporetto, la "Sassari" combatté sul Piave per fermare le truppe austriache che già avevano occupato tutto il Friuli e parte del Veneto.
Nel 1918 combatté nella battaglia dei Tre Monti prendendo il Col del Rosso, il Col d'Ecchele e il Monte Valbella, ottenendo una seconda medaglia d'oro.
La Brigata "Sassari" ebbe in queste azioni un alto numero di vittime, il 13,8% degli effettivi contro il 10,4 della media nazionale (138 Sassarini ogni 1000 incorporati contro la media nazionale di 104). Le perdite subite furono 3.817 tra morti e dispersi e 9.104 tra mutilati e feriti (la regione con il più alto numero di caduti in percentuale fu la Basilicata con il 21,06 %; la regione con il maggior numero di perdite fu la Lombardia con 80.108 caduti pari al 10,4 % degli incorporati).
La Brigata (che generalmente inquadrava 6000 soldati) venne ricostituita due volte; per rigenerarla furono trasferiti nelle sue file i soldati sardi che militavano in altri reggimenti. 

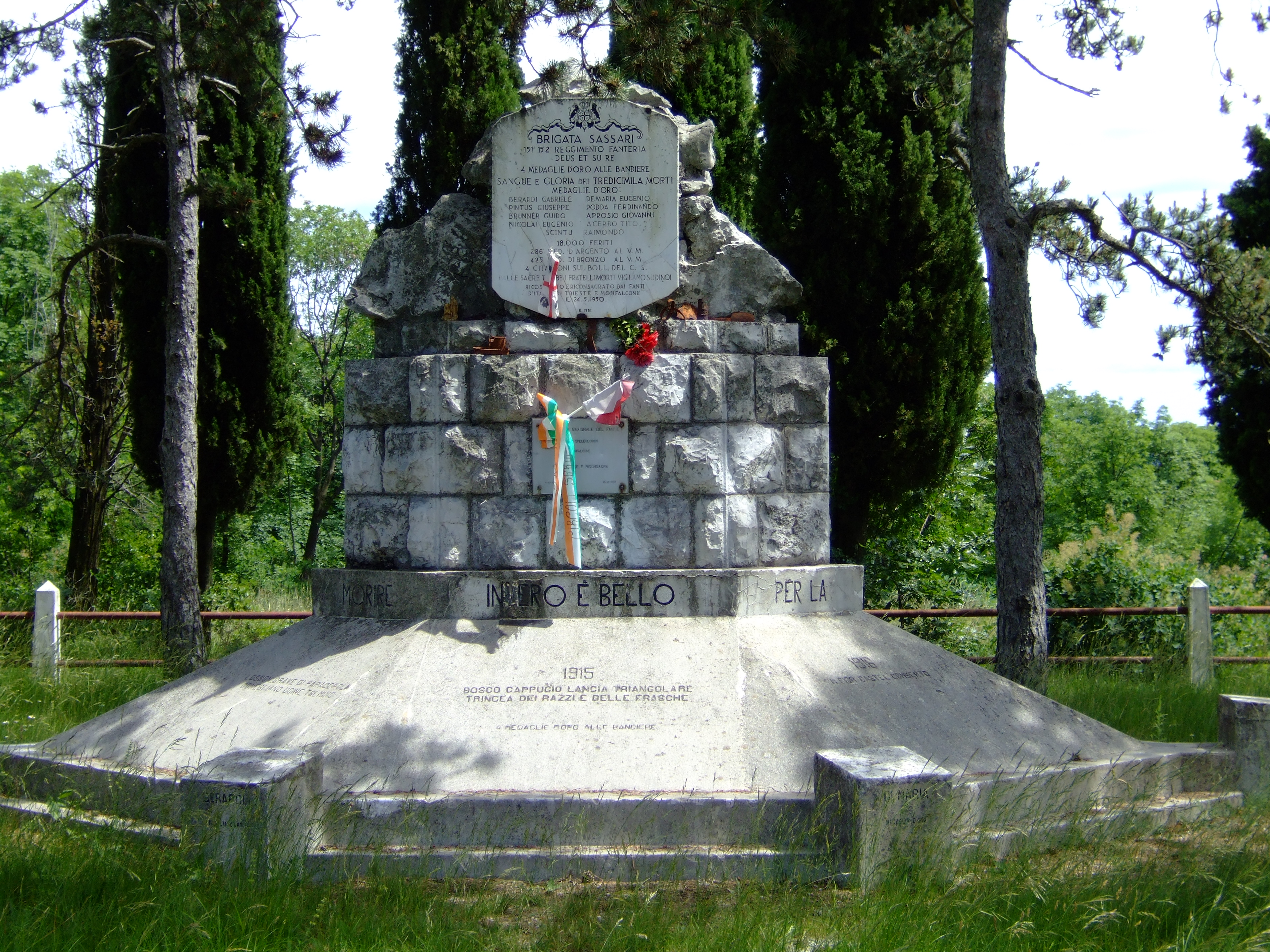
San Martino del Carso: monumento alla Brigata Sassari sulla "Dolina Sassari".

Per questo sforzo venne insignita di:
- 6 Ordini Militari di Savoia.
- 13 Medaglie d'oro al valor militare: 9 ad ufficiali e soldati; 2 alla bandiera del 151º Reggimento[2]; 2 alla bandiera del 152º Reggimento[3]. L'ottenimento nell'arco di una sola campagna di guerra di 2 medaglie d'oro alla bandiera per ciascun reggimento, è un caso rimasto unico nella storia dell'Esercito italiano. Tre delle quattro medaglie d'oro vennero concesse dopo le battaglie sull'altopiano di Asiago, per questi motivi oggi numerosi paesi dell'altopiano vicentino sono gemellati con paesi sardi.
- 405 medaglie d'argento.
- 551 medaglie di bronzo.
- 4 citazioni speciali sui bollettini del Comando Supremo.
- 1 citazione all'ammirazione dell'Esercito e della Nazione dal Comandante del Gruppo speciale di retroguardia dell'Esercito Tenente Generale Antonino Di Giorgio, per l'abnegazione e l'eroico contegno tenuto durante la ritirata sul Piave;
- "drappelle reali" (scudo sabaudo e stemma di Sardegna) conferite motu proprio dal Re alle fanfare dei due reggimenti come riconoscimento delle speciali benemerenze acquisite in guerra.
- mantenimento in servizio permanente, alla cessazione delle ostilità, come riconoscimento per il valore dimostrato in guerra.

### Dal 1920 al 1934
Nel 1926 la Brigata fanteria "Sassari" venne rinominata 12ª Brigata fanteria e vi confluì il 12º Reggimento fanteria, proveniente dalla Brigata "Casale".
Nel 1934 assunse il nome di Brigata fanteria "Timavo", subordinata alla 12ª Divisione fanteria "Timavo".

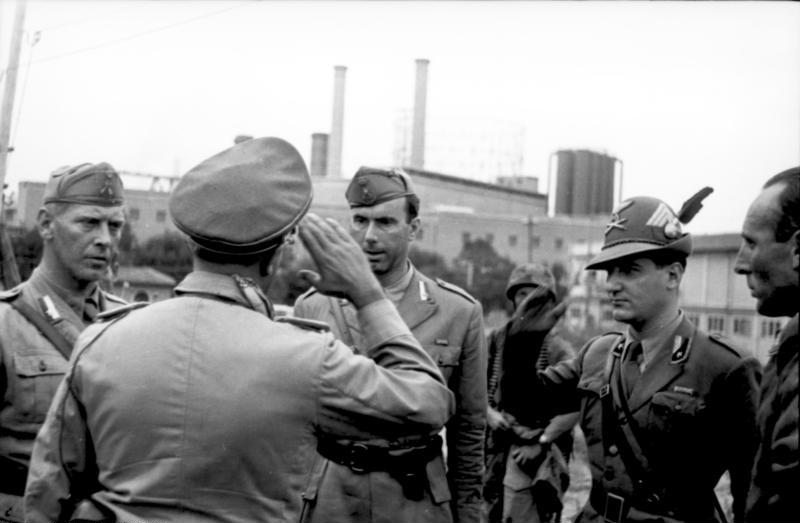
Ufficiali della 'Sassari' e degli Alpini parlamentano con militari tedeschi (9-10 settembre 1943).

Francobollo dedicato alla Brigata "Sassari" emesso nel 2005.

### Durante la seconda guerra mondiale
Nel 1939 la Brigata cambiò di nuovo ordinamento, diventando 12ª Divisione fanteria "Sassari", perdendo il 12º Reggimento fanteria e acquisendo il 34º Reggimento artiglieria.
Servì sui Balcani nel 1941 con la II Armata, sfondando le linee jugoslave e prendendo Tenin, città che divenne sede del Comando di Divisione fino all'aprile 1943, quando successivamente alla caduta del regime fascista il 25 luglio 1943 la Divisione venne dislocata - sempre al comando del generale Francesco Zani - nell'ambito dello schieramento posto a difesa di Roma dal possibile attacco da parte delle truppe tedesche.

La "Sassari" era una delle pochissime divisioni di fanteria italiane ad essere state convertite secondo il nuovo ordinamento Mod. 43 del Regio Esercito, con una buona disponibilità di veicoli corazzati.
Nei giorni successivi alla proclamazione dell'Armistizio, reagendo all'attacco sferrato dalle truppe dell'ex alleato nell'ambito dell'Operazione Achse, prese parte attiva ai combattimenti in difesa della città in località Porta San Paolo insieme alle Divisioni "Granatieri di Sardegna" e "Ariete II" unitamente ai civili romani.
Il 10 settembre, a seguito della fuga di Vittorio Emanuele III da Roma e delle condizioni di resa concordate con l'alto Comando tedesco mentre ancora infuriavano i combattimenti, la Divisione dovette consegnare le armi ai tedeschi e venne sciolta.

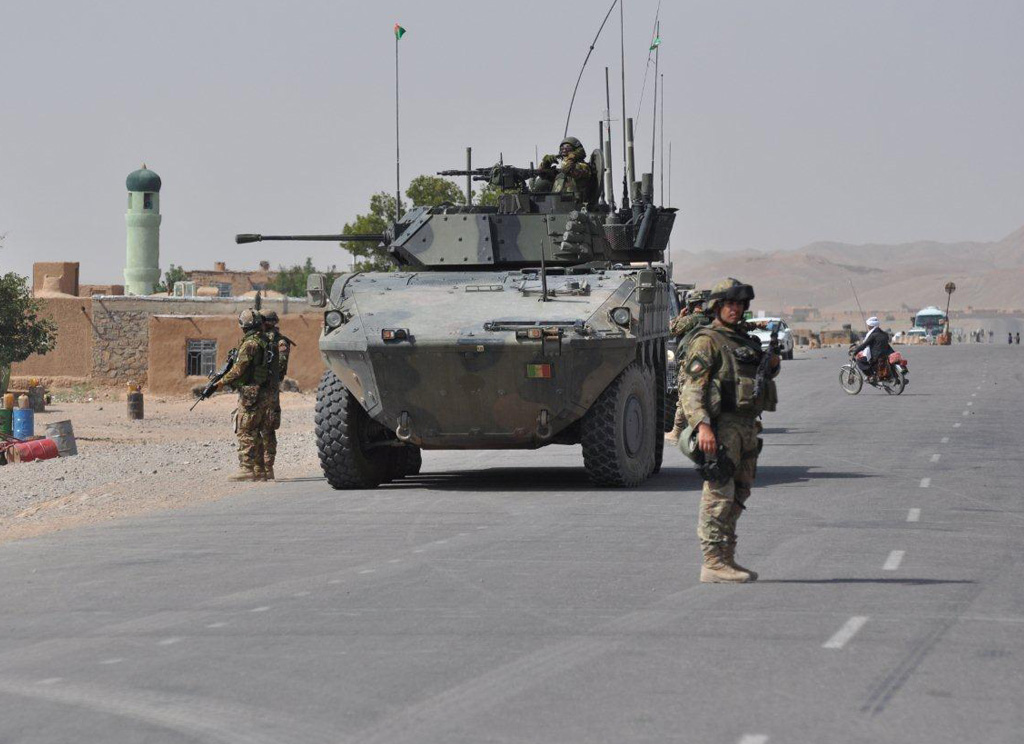
Fanti della "Sassari" in perlustrazione con VBM Freccia, Afghanistan 2012.

### Nel dopoguerra
- Nel 1958 il 152º Reggimento di Sassari, nucleo originario della Brigata, riprese la denominazione "Sassari" poiché le bandiere di guerra erano state salvate.
- Nel 1962 vi si riunì il 151º Reggimento fanteria motorizzata di Cagliari, già ricostituito nel 1951 come reggimento di fanteria e Battaglione "Sette Comuni", la maggior parte del personale venne prelevato dalla 47ª Compagnia Trasmissioni, con sede sempre a Cagliari.
- Il 1º dicembre 1988 il 151º Battaglione motorizzato "Sette Comuni" e 152º Battaglione motorizzato "Sassari" vennero riuniti nella neo-costituita Brigata motorizzata "Sassari", con la sede del comando nella città di Sassari. Il 1º gennaio 1991 la brigata venne trasformata in "meccanizzata", acquisendo il 45º Battaglione fanteria "Arborea" basato a Macomer. I battaglioni vennero trasformati in 151º Reggimento fanteria "Sassari" e 152º Reggimento fanteria "Sassari" rispettivamente il 30 luglio e il 25 ottobre 1992.
- Il 1º luglio 1998 il 45º Battaglione "Arborea", trasformato in reggimento "Reggio", viene posto alle dirette dipendenze del 2º Comando delle Forze di Difesa.
- Il 1º gennaio 2003, per trasformazione del 45º Reggimento "Reggio", viene costituito a Macomer il 5º Reggimento genio guastatori, che torna a far parte della Brigata "Sassari".
- Il 12 novembre 2003 a Nassiirya (Iraq) due militari della Brigata, il tenente Massimo Ficuciello e il maresciallo Silvio Olla, sono rimasti vittime nel servizio di scorta al regista Stefano Rolla e al suo aiuto Aureliano Amadei. Anche Rolla rimase ucciso.
- Il 5 giugno 2006 alle 19.35 ora italiana il primo caporalmaggiore Alessandro Pibiri, 25 anni, di Selargius (CA), è morto, mentre un secondo, il primo caporalmaggiore Luca Daga, di Narcao (Provincia del Sud Sardegna), è rimasto gravemente ferito; altri tre, il tenente Manuel Pilia anch'esso di Selargius (CA), il primo caporalmaggiore Yari Contu, di Selargius (CA) e il caporalmaggiore scelto Fulvio Concas di Gonnosfanadiga (CA) hanno subìto ferite di varia entità in un attentato presso Nassiriya, durante un servizio di scorta ad un convoglio britannico. Tutti e sette i militari erano in servizio di peacekeeping nell'ambito della missione Antica Babilonia.
- Il 25 ottobre 2006 il comandante, generale Luigi De Leverano, annuncia che la Brigata "Sassari" verrà trasformata da leggera a media, acquisendo un reparto blindato.
- Dal novembre 2009 diventa parte integrante della brigata il 3º Reggimento bersaglieri (in precedenza, parte della 132ª Brigata corazzata "Ariete" e a rischio di scioglimento).
- Nel 2016 la brigata passa sotto il comando della Divisione "Acqui".
- Il 1º gennaio 2022 è posta alle dirette dipendenze del Comando Forze Operative Sud.
- Il 4 ottobre 2022, è stata consegnata al Reparto Comando e Supporti Tattici della Brigata "Sassari” la Bandiera di Guerra del 45º Reggimento fanteria “Reggio”, che ha assunto la denominazione di 45º Reparto Comando e Supporti Tattici “Reggio” ereditando la Bandiera, le mostreggiature e le tradizioni del 45º Reggimento fanteria.

## Inno ufficiale
L'inno ufficiale della Brigata "Sassari" è "Dimònios" ("Dimonios") (Diavoli), scritto nel 1994 in lingua sarda.

## Simboli
- Colori: bianco-rosso, con mostrine con stella argentata.

(Colori Brigata Sassari)
- Grido di guerra: «Fortza Paris» (Forza Insieme) che, durante la prima guerra mondiale, affiancava quello ufficiale «Avanti Savoia».
- Inno ufficiale: Dimonios (Diavoli), parole e musica del capitano Luciano Sechi. Nella parata del 2 giugno la brigata Sassari è l'unica Grande Unità delle Forze Armate che sfila cantando il suo inno ufficiale.
- Motto (desueto):«Deus et su Re» (Dio e il Re)
- Motto: «Sa vida pro sa Patria» ([dare] la vita per la Patria)

## Comandanti dopo la ricostituzione
- Gen. D. (aus.) Vittorio Letteri
- Gen. C.A. (aus.) Riccardo Trevisan
- Gen. C.A. (aus) Vito Carlucci
- Gen. D. (ris.) Nicolò Manca
- Gen. D. (aus) Raffaele Grieco
- Gen. C.A. (aus.) Giangabriele Carta
- Gen. C.A. (aus.) Giuseppe Sabatelli
- Gen. C.A. Mauro Moscatelli
- Gen. D. Paolo Reghenspurgher
- Gen. C.A.(aus) Enrico Pino
- Gen. C.A. Bruno Stano
- Gen. B. Natalino Madeddu
- Gen. D. Luigi Francesco De Leverano
- Gen. B. Carlo Fortino
- Gen. D. Alessandro Veltri
- Gen. D. Luciano Portolano
- Gen. B. Manlio Scopigno
- Gen. B. Arturo Nitti
- Gen. B. Gianluca Carai
- Gen. D. Andrea Di Stasio
- Col.   Giuseppe Levato
- Gen. B. Giuseppe Bossa
- Gen. D. Stefano Messina
- Gen. D. Andrea Fraticelli

## Operazioni
| Nome                         | Luogo                | Data                             | Descrizione |
| ---------------------------- | -------------------- | -------------------------------- | --- |
| Operazione Vespri siciliani  | Italia               | 25 luglio 1992 - 8 luglio 1998   | Intervento di controllo militare del territorio per la lotta alla mafia.                                                            |
| Operazione Alba              | Albania              | marzo - luglio 1997              | Intervento di peacekeeping nella forza multinazionale NATO.                                                                         |
| Operazione Constant Forge    | Bosnia ed Erzegovina | 7 ottobre 1999 - 15 marzo 2000   | Comando della Brigata Multinazionale Nord a Sarajevo.                                                                               |
| Operazione Joint Guardian    | Kosovo               | 24 maggio 1999 - 15 marzo 2002   | Intervento di peacekeeping nella forza multinazionale NATO IFOR.                                                                    |
| Operazione Essential Harvest | Macedonia            | agosto - ottobre 2001            | Bonifica da armi e munizioni dell'area balcanica.                                                                                   |
| Operazione Domino            | Italia               | 12 ottobre 2001 - 31 luglio 2006 | Intervento di controllo militare per fronteggiare la minaccia terroristica internazionale sul territorio italiano.                  |
| Operazione Antica Babilonia  | Iraq                 | ottobre 2003 - febbraio 2004     | Intervento di peacekeeping nella forza multinazionale USA.                                                                          |
| Operazione Antica Babilonia  | Iraq                 | dicembre 2005 - giugno 2006      | Intervento di peacekeeping nella forza multinazionale USA.                                                                          |
| Operazione ISAF              | Afghanistan          | marzo 2007 - dicembre 2007       | Intervento di peacekeeping nell'ambito del Provincial Reconstruction Team italiano di Herat.                                        |
| Operazione Strade Sicure     | Italia               | 4 agosto 2008 - oggi             | Intervento di cooperazione con le altre Forze Armate e Forze dell'Ordine per il controllo del territorio metropolitano delle città. |
| Operazione ISAF              | Afghanistan          | ottobre 2009 - aprile 2010       | Intervento di peacekeeping nell'ambito del Provincial Reconstruction Team italiano di Herat.                                        |
| Operazione ISAF              | Afghanistan          | ottobre 2011 - aprile 2012       | Intervento di peacekeeping nell'ambito del Provincial Reconstruction Team italiano di Herat.                                        |

### Esercitazioni
- "Forza Paris" (Sardegna, 15 luglio - 22 settembre 1992) per l'addestramento al controllo e al mantenimento del territorio.

## Onorificenze
151º e 152º Reggimento
151º Reggimento
Nonostante la situazione di generale pericolo e di grande incertezza, dell'accesa contrapposizione tra potere politico-religioso ed il potere tribale, il reggimento, con coraggio, sovrumano impegno e straordinario spirito di sacrificio, si adoperava con sicuro valore e ferma determinazione per assicurare il successo della missione.
Per tutto il periodo di permanenza gli ufficiali, i sottufficiali e i graduati del 151º Reggimento operavano con impegno eccezionale, senza sosta e riposo, profondendo le migliori energie fisiche, morali, intellettuali e professionali per soddisfare le più disparate e complesse attività operative e per alleviare le sofferenze della popolazione.
In tale contesto gli uomini del 151º Reggimento, dimostrando elevata professionalità e non comune senso di responsabilità, si rivelavano determinati nei confronti dei prevaricatori e degli ingiusti e generosi con i deboli e con i bisognosi, mantenendo una equidistanza rigorosa e riconosciuta tra i diversi poteri contrapposti.
Nel proditorio attacco terroristico del 12 novembre 2003 in An Nasiriyah, vedeva cadere un suo effettivo, che proprio per quegli ideali di pace, solidarietà fra i popoli immolava la sua giovane vita.
152º Reggimento

## Decorati
- Gabriele Berardi da Sant'Angelo dei Lombardi (AV), Maggiore Generale Comandante la Brigata "Sassari".
- Eugenio Di Maria da Petralia Sottana (PA) Maggiore Colonnello Brigadiere Comandante la Brigata "Sassari".[8][9]
- Raimondo Scintu da Guasila (CA), caporale ciclista.
- Giuseppe La Rosa da Barcellona Pozzo di Gotto (ME), maggiore del 3º Reggimento bersaglieri durante la guerra in Afghanistan.

## Galleria d'immagini

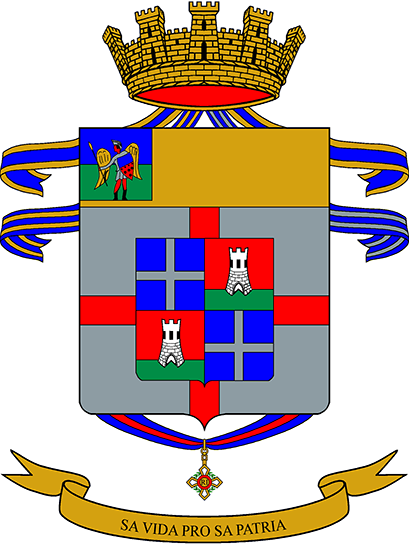
Stemma araldico del 151º Reggimento fanteria
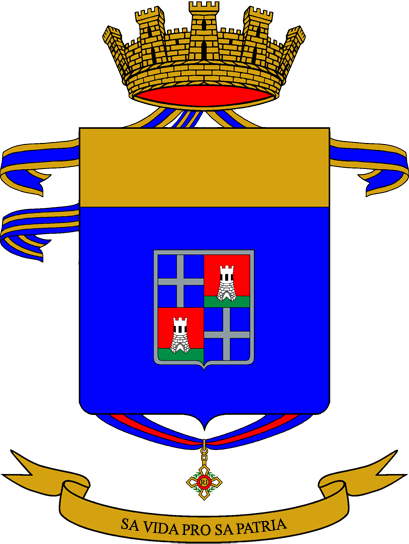
Stemma araldico del 152º Reggimento fanteria
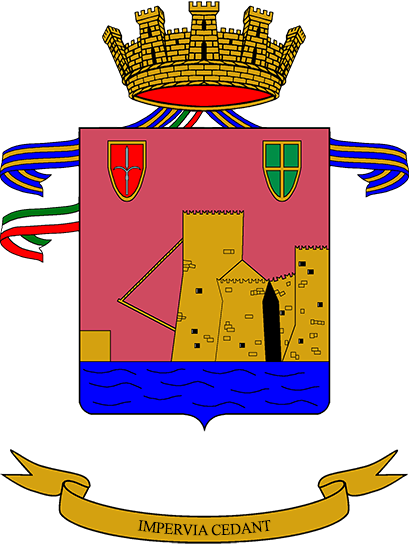
Stemma araldico del 5º Reggimento genio guastatori
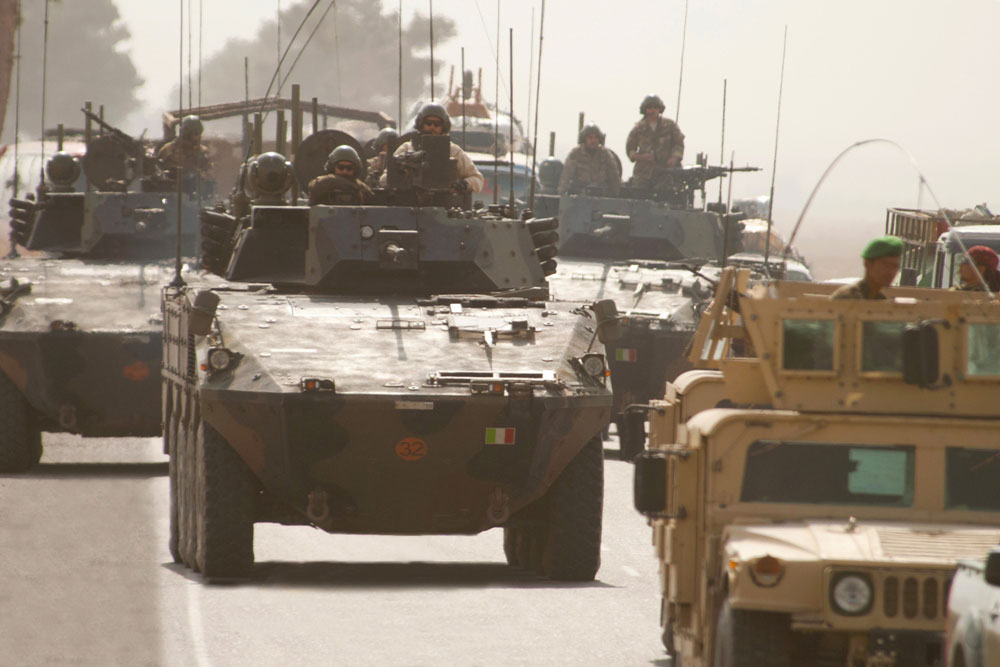
Mezzi della Brigata in Afghanistan
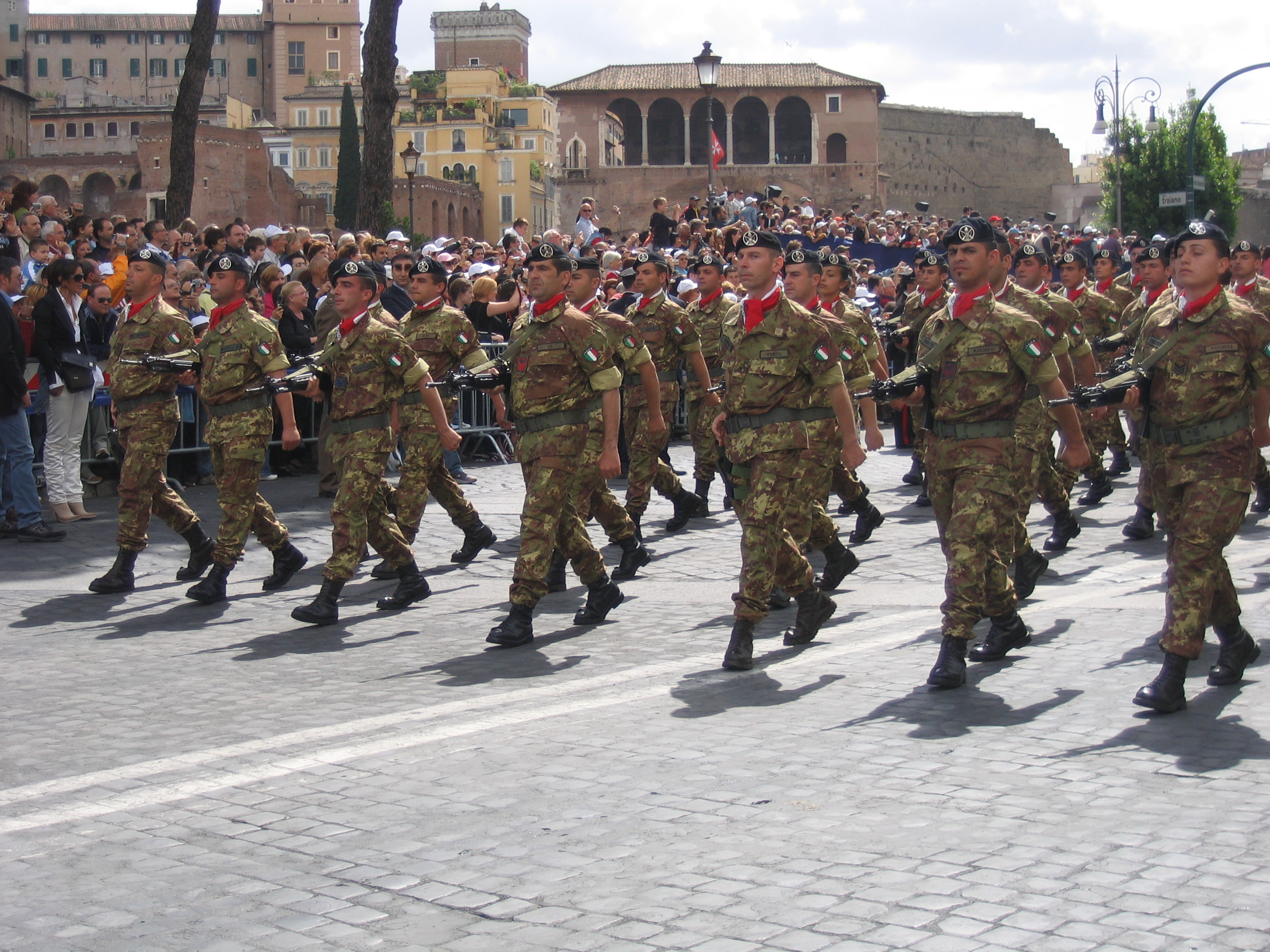
Reparto alla festa della Repubblica del 2007
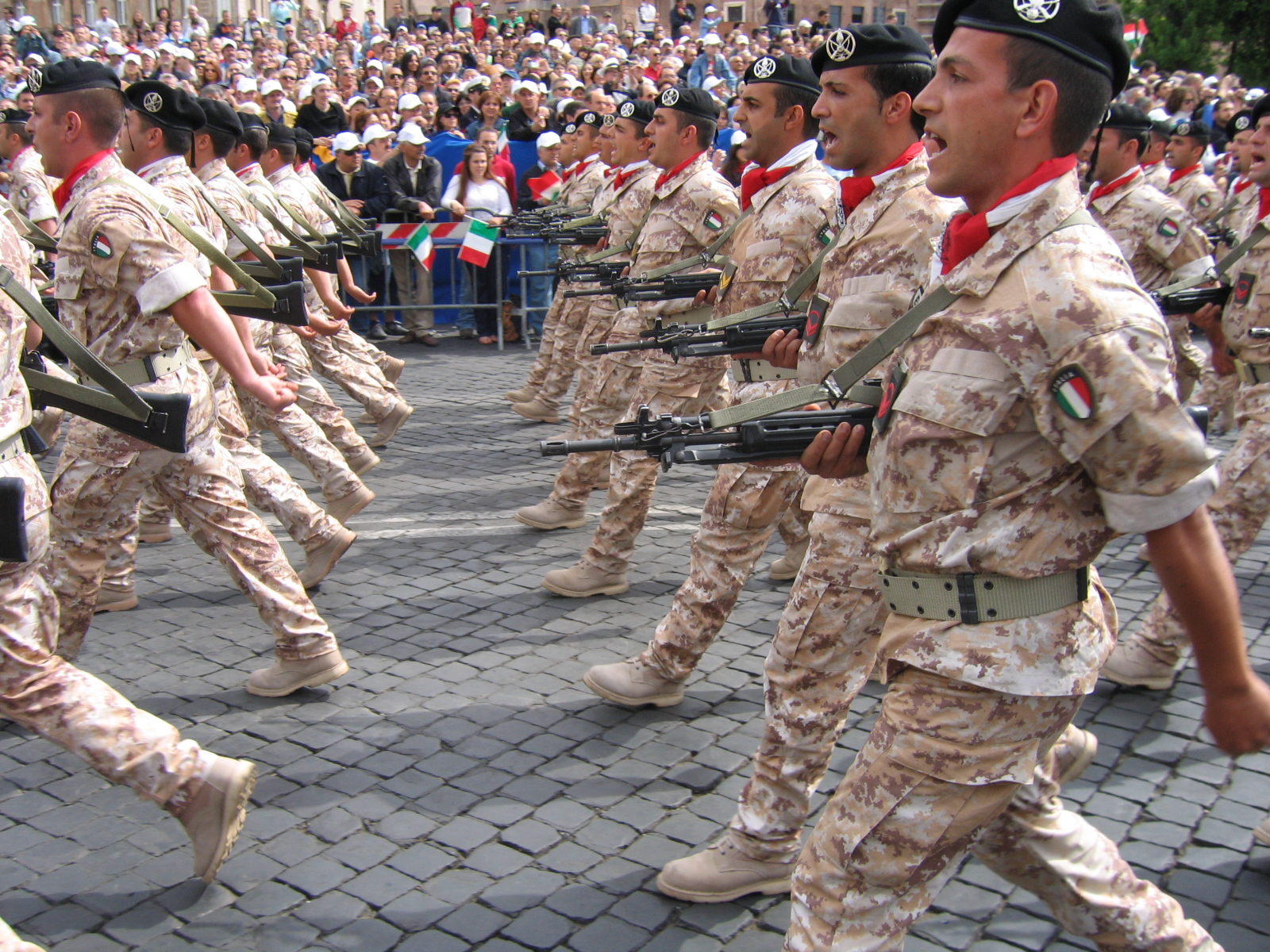
Compagnia del 151º Reggimento nel 2006
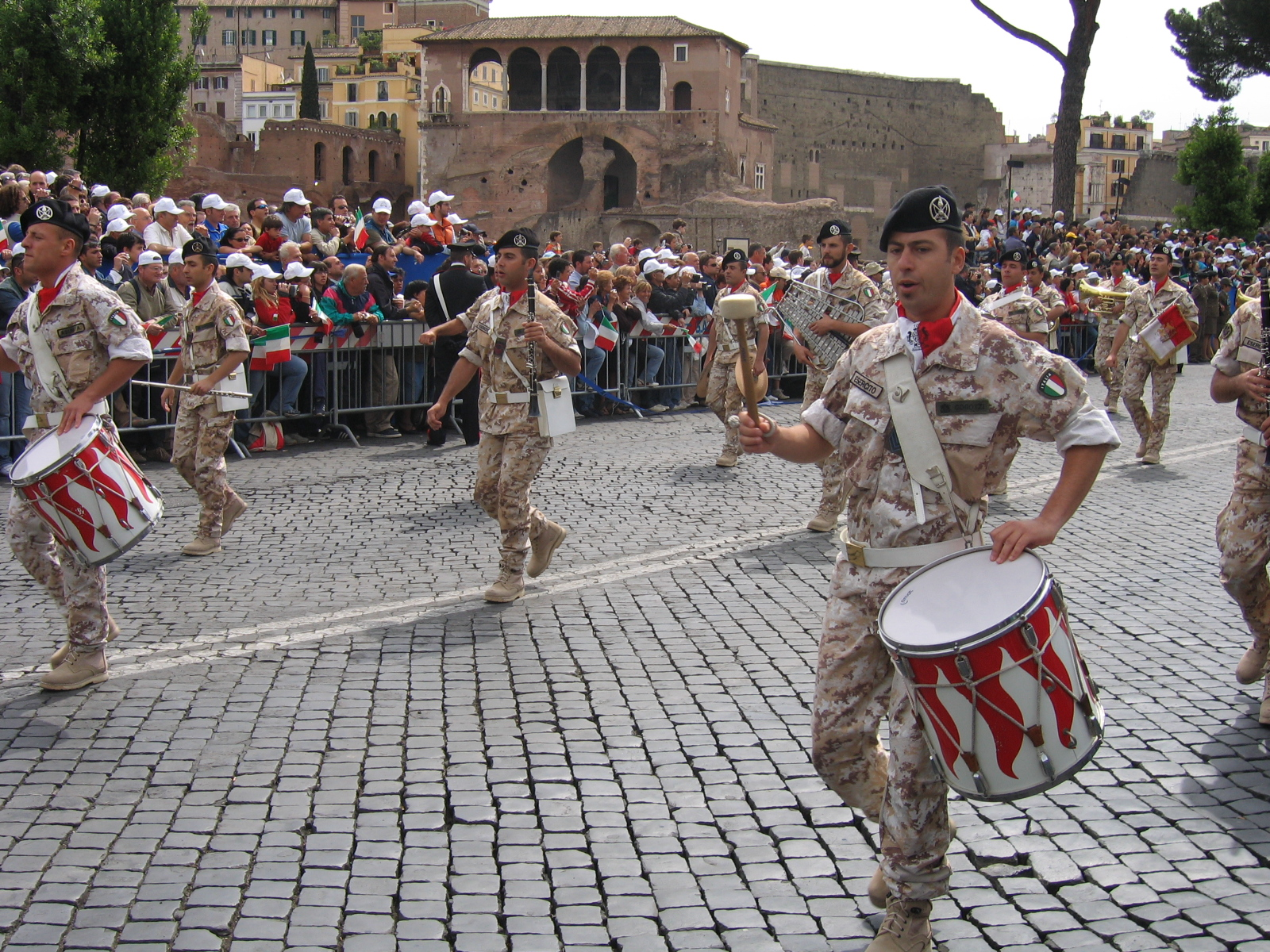
Banda tradizionale della Brigata.